# Plutothrix scrobicula
Plutothrix scrobicula är en stekelart som beskrevs av Kamijo 2004. Plutothrix scrobicula ingår i släktet Plutothrix och familjen puppglanssteklar. Inga underarter finns listade i Catalogue of Life.